# جون إتش ماكونيل
جون إتش ماكونيل (بالإنجليزية: John H. McConnell)‏ هو شخصية أعمال أمريكي، ولد في 10 مايو 1923، وتوفي في 25 أبريل 2008.